# George Norlin

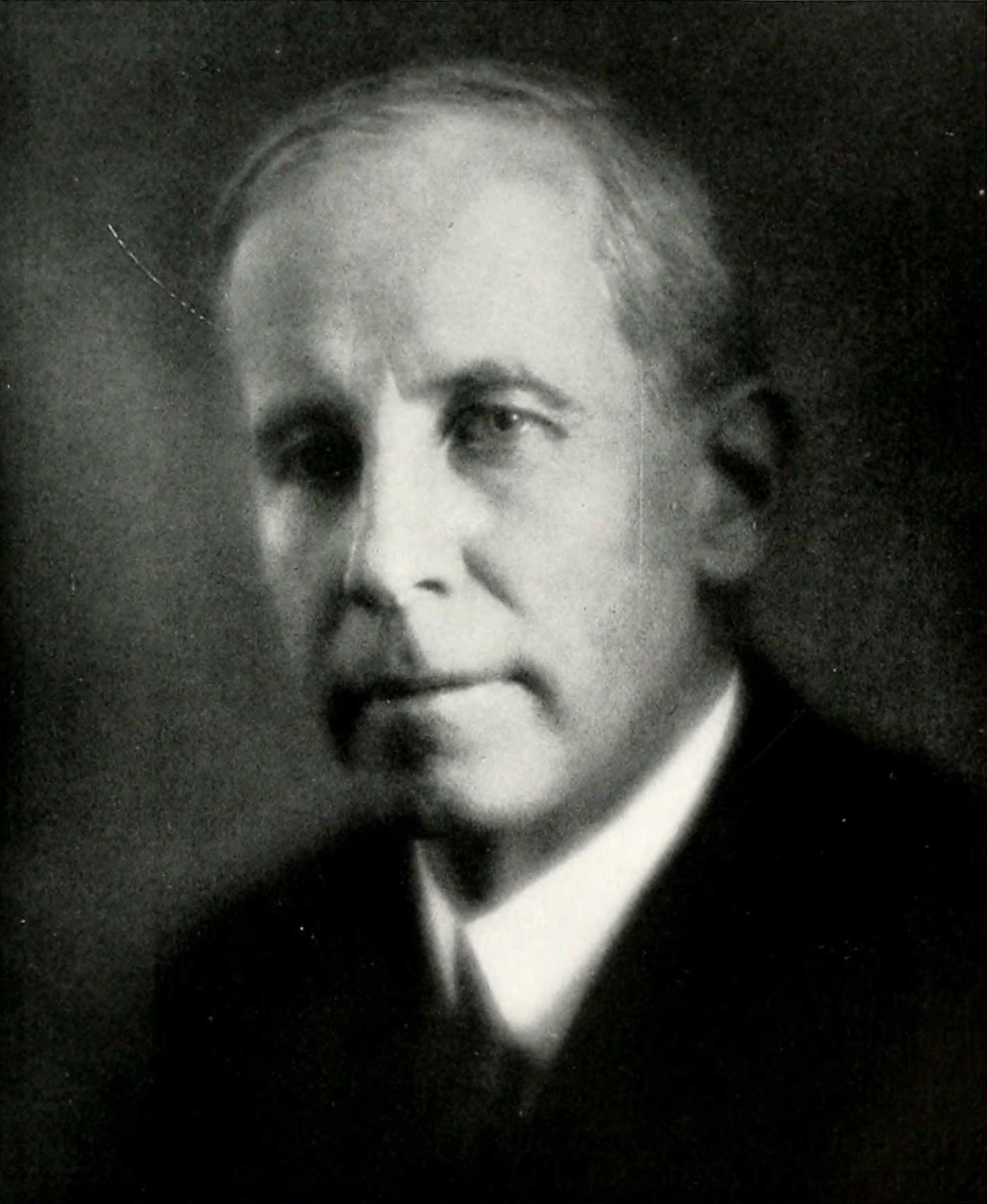
George Norlin

George Norlin (* 1. April 1871 in Concordia, Kansas; † 31. März 1942 in Boulder, Colorado) war ein US-amerikanischer Klassischer Philologe und Hochschullehrer an der University of Colorado at Boulder, die er von 1919 bis 1939 als Präsident leitete.

## Leben
George Norlin wurde als Kind schwedischer Einwanderer geboren, die in Kansas eine Farm betrieben. Er erhielt seine Schulbildung in Concordia und Fish Creek und studierte anschließend am Hastings College in Hastings (Nebraska). Nach dem Bachelorgrad (1893) arbeitete er dort als Professor of Greek. 1896 ging er an die University of Chicago, wo er als Fellow Griechisch lehrte und seine Studien bei Paul Shorey vertiefte. 1900 wurde er mit einer Dissertation über kosmogonische Theorien der Griechen promoviert.
Schon vor Abschluss der Promotion erhielt Norlin 1899 eine Professur für Griechisch an der University of Colorado at Boulder, wo er den Rest seiner Laufbahn verbrachte. Neben seiner vierzigjährigen Lehrtätigkeit brachte er sich auch stark in die Verwaltung der Universität ein und pflegte Kontakte zu anderen amerikanischen Hochschulen. In den Jahren 1914, 1917 und 1918 wirkte er stellvertretend als Präsident der Universität und Dekan der Graduiertenschule. 1919 wurde er zum Präsidenten gewählt und blieb bis 1939 in diesem Amt.
Während seiner langen Präsidentschaft engagierte sich Norlin stark in der Hochschul- und Bildungspolitik. Während der 20er Jahre, als der Ku-Klux-Klan im Staat Colorado großen Einfluss auf die Politik nahm (insbesondere auf den Gouverneur Clarence Morley), wehrte sich Norlin erfolgreich gegen Bestrebungen, alle katholischen und jüdischen Hochschullehrer zu entlassen. Norlin gelang es auch während der Great Depression der 30er Jahre, die Bibliotheksbestände zu vergrößern und den Campus der Universität auszubauen.
Im Jahr 1932/1933 folgte Norlin einer Einladung nach Deutschland, wo er an der Berliner Universität als Roosevelt-Gastprofessor lehrte. In Berlin wurde er auf die aufstrebende Bewegung der Nationalsozialisten und die antisemitischen Tendenzen in der Gesellschaft aufmerksam. Während der Zeit des Nationalsozialismus verfasste er Denkschriften über die Gefahren des ‘Hitlerism’.
In Anerkennung seiner Leistungen als Forscher und Hochschulpräsident erhielt Norlin mehrere Ehrendoktorwürden.

## Schriften (Auswahl)
- Integrity in education and other papers. New York 1926
- Isocrates. Drei Bände, New York/London 1928–1945 (Loeb Classical Library)
- Fascism and citizenship. Chapel Hill 1934
- Hitlerism: why and whither; some aspects of a religious revolution. London 1935
- Things in the saddle: selected essays and addresses. Cambridge (MA) 1940
- The quest of American life. Boulder 1945